# Hendrica van de Lagemaat
Hendrica van de Lagemaat (Utrecht, 20 luglio 1963) è un'ex cestista olandese.

## Carriera
Con i Paesi Bassi ha disputato due edizioni dei Campionati europei (1983, 1985).